# 羅茲尼奇
51°7′18″N 25°40′21″E / 51.12167°N 25.67250°E
羅茲尼奇（烏克蘭語：Розничі），是烏克蘭西北部的村落，隸屬沃倫州的盧茨克區。該村面積0.25平方公里，海拔高度173米，2001年人口804，人口密度每平方公里3,177.87人。